# Fannie Ward
Fannie Ward (nacida como Fannie Buchanan; 22 de febrero de 1872-27 de enero de 1952) fue una actriz estadounidense que trabajó en teatro y cine. Conocida por interpretar papeles cómicos y dramáticos, Ward interpretó a Edith Hardy en The Cheat, una película muda de 1915 de género sexual dirigida por Cecil B. DeMille. Según varios informes, la apariencia juvenil de Ward la ayudó a mantenerse como celebridad. En su obituario, The New York Times  describe a Ward como una actriz que nunca llegó a la cima de su profesión ... [y que] se dedicó incansablemente a parecer perpetuamente joven, un acto que la hizo famosa.

## Primeros años y carrera en el teatro

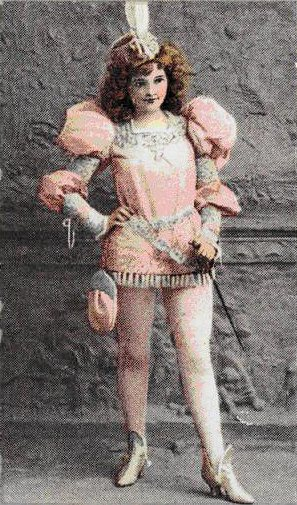
Ward, c. 1884-1890

Ward nació en San Luis (Misuri), siendo hija de Eliza y John Buchanan, quién trabajaba como comerciante de productos secos. Ward tenía un hermano, Benton.
En 1890, "en contra de los deseos de sus padres", Ward hizo su primera aparición en la industria teatral interpretando a Cupido en Pippino, protagonizada por el intérprete de vodevil Eddie Foy. Pronto logró éxito tras haber hecho 10 producciones teatrales en Nueva York antes de poder navegar a Londres en 1894, donde apareció en The Shop Girl. Sus actuaciones llevaron a que los críticos compararán a Ward con Maude Adams. En 1898, se retiró de la industria teatral, tras casarse con Joseph Lewis, un comerciante de diamantes de clase alta. Ward decidió reanudar su carrera en 1905 después de que su esposo sufriera graves pérdidas comerciales que lo dejaron, según varios informes de prensa, prácticamente sin un centavo. En abril de 1907, Ward regresó a los escenarios de Broadway para hacer una aparición en A Marriage of Reason en el Teatro Wallack. Dos años después, Ward fue elegida para aparecer en otra producción de Broadway, The New Lady Bantock; después de haber hecho su presentación en el Teatro Wallack, ella y otros miembros del elenco decidieron llevar la obra de gira a varias ciudades en 1909. Sin embargo, otra obra popular de Broadway que Ward llegó a aparecer fue Madam President, que fue presentado en el Teatro Garrick desde septiembre de 1913 hasta enero de 1914.

## Cine

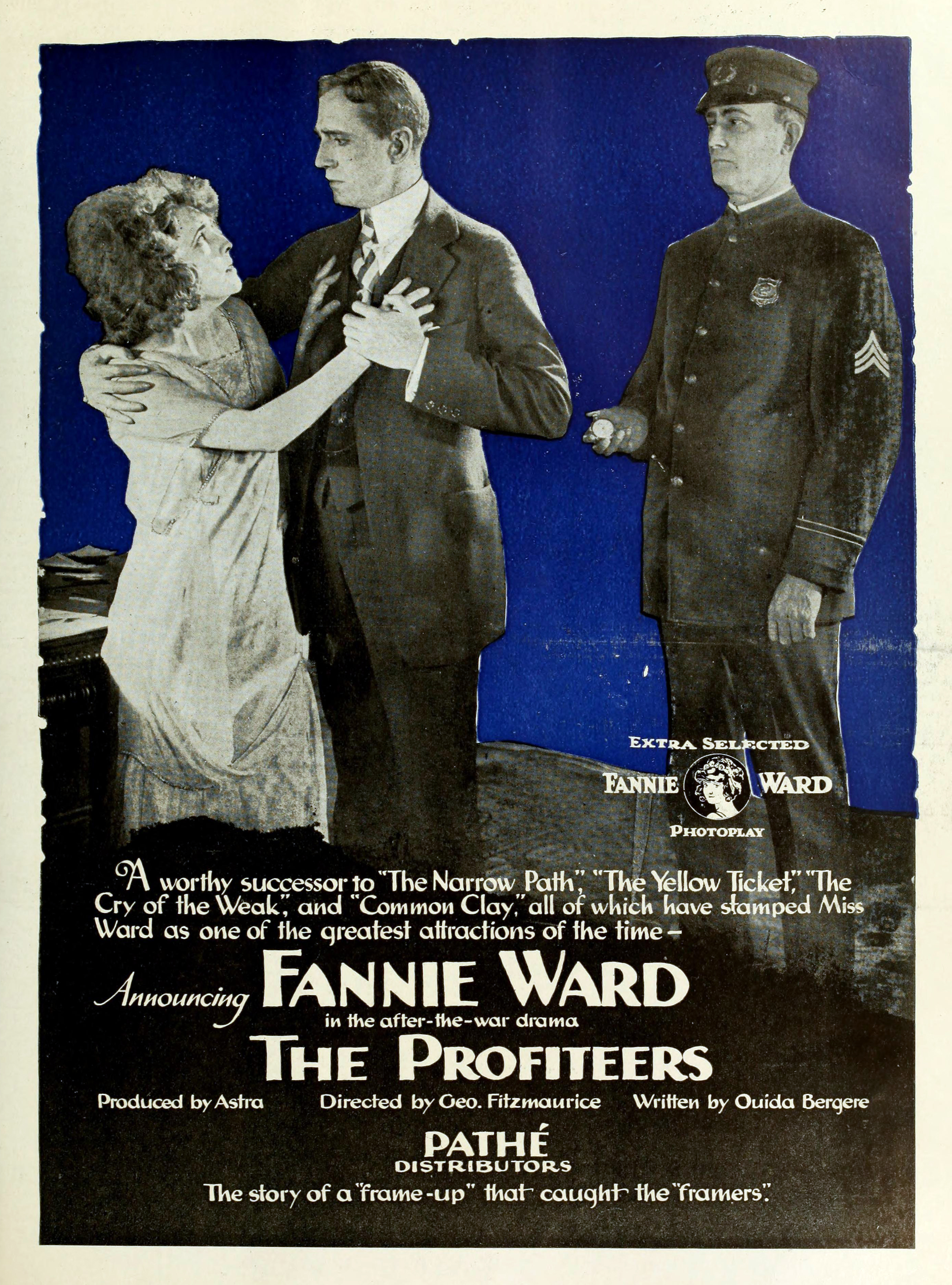
The Profiteers (1919)

En 1915, cuando la carrera teatral de Ward estaba en decadencia, el director y productor estadounidense Cecil B. DeMille decidió convencerla para interpretar a Edith Hardy en The Cheat, una película de género dramático protagonizado por el actor japonés Sessue Hayakawa. La película resultó ser una sensación debido a su trama mezclaba temas raciales y sexuales. En la película, Ward interpreta a una mujer que roba dinero y recurre a un comerciante de marfil asiático (Hayakawa) en busca de ayuda, pero termina en brutales consecuencias. La película logró éxito en las carreras de DeMille y Hayakawa, quién se convirtió en la primera estrella de cine asiática de Hollywood.
Además de protagonizar The Hardest Way en 1921, Ward también aparece en varios cortometrajes estrenados durante la década de 1920: el cortometraje de Phonofilm Father Time (1924), The Perennial Flapper (1924); y en el cortometraje de Vitaphone The Miracle Woman (1929).
En 1926, aprovechando su apariencia juvenil pública, Ward abrió un salón de belleza en París, llamado «The Fountain of Youth» (‘La Fuente de la Juventud’).

## Vida personal y muerte

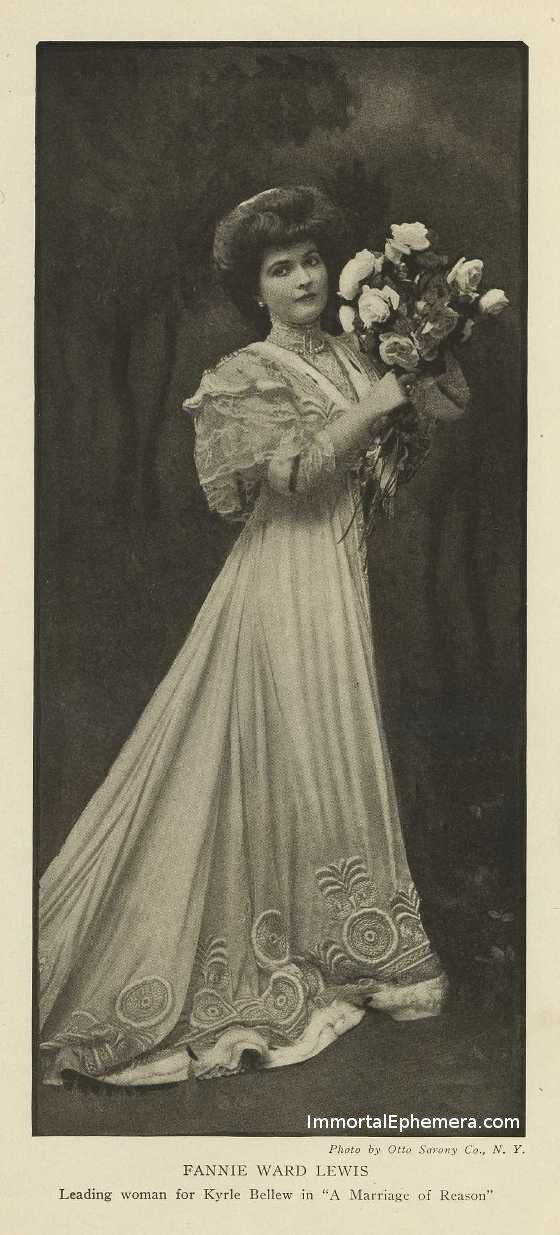
Ward en Burr McIntosh Monthly, julio de 1907

Fannie Ward se casó dos veces, en 1898, se casó con Joseph Lewis, un prestamista británico y comerciante de diamantes. En 1909, durante una entrevista con la periodista Marguerite Martyn, Ward declaró: Mi esposo odia mi trabajo, y luego se había cuestionado el porqué de que las mujeres fuesen tratadas de manera diferente a los hombres profesionalmente: 

No me habló durante 6 meses después de haber regresado al teatro. Pero en cuanto a mi deber, hay hombres que tienen indulgencias, que dedican la mitad de su tiempo al deporte o viajar o estudiar o investigar alguna de sus artes o ciencias favoritas, entonces, ¿por qué no debería hacerlo una mujer? Solo pido pasar seis meses al año en el teatro.

El 14 de enero de 1913, cuatro años después de haber hecho su entrevista, Ward y Lewis se divorciaron. Al año siguiente se casó con su segundo marido, John Wooster Dean (nacido como John H. Donovan, 1874-1950), un actor que había protagonizado frecuentemente con ella en obras teatrales y películas mudas.
Su única hija, Dorothé Mabel Lewis (1900-1938), fue el resultado de haber tenido una relación amorosa con el vizconte de Londonderry, quién en 1915 se convirtió en Charles Vane-Tempest-Stewart, 7th Marquess of Londonderry (1878-1949), un aristócrata anglo-irlandés de Úlster.
El 21 de enero de 1952, a los 79 años, Ward sufrió un derrame cerebral en su departamento ubicado en Park Avenue, y un vecino la encontró inconsciente. Permaneció en coma hasta su muerte seis días después en el Hospital Lenox Hill. The New York Times afirmó que Ward había muerto sin un testamento y había dejado un patrimonio con un valor estimado de 40 000 dólares. El periódico también afirmó que le habían sobrevivido tres nietos ingleses: Lord Patrick Plunkett, Shaun Plunkett y Robin Plunkett.

## Filmografía
- The Miracle Woman (1929) … Ward protagonizó un cortometraje de Vitaphone (película sobreviviente)
- The Perennial Flapper (1924) … Ward realizó un sketch cómico de perennial flapper en un cortometraje de DeForest Phonofilm
- Father Time (1924) cortometraje de Phonofilm
- La Rafale (1920)
- Le Secret du Lone Star (1920)
- Our Better Selves (1919) … Loyette Merval (película perdida)
- The Profiteers (1919) … Beverly Randall (película perdida)
- The Cry of the Weak (1919) … Mary Dexter (película perdida)
- Common Clay (1919) … Ellen Neal (película perdida)
- The Only Way (1919) (estado desconocido)
- The Narrow Path (1918) … Marion Clark (película perdida)
- A Japanese Nightingale (1918) … Yuki (película sobreviviente)
- The Yellow Ticket (1918) … Anna Mirrel (película perdida)
- Innocent (1918) … Inocente (película perdida)
- On the Level (1917) … Merlin Warner, aka Mexicali May (película perdida)
- The Crystal Gazer (1917) … Rose Jorgensen/Rose Keith/Norma Dugan (película perdida)
- Her Strange Wedding (1917) … Coralie Grayson (película perdida)
- Unconquered (1917) … Mrs. Jackson (película perdida)
- A School for Husbands (1917) … Lady Betty Manners (película perdida)
- The Winning of Sally Temple (1917) … Sally Temple (película sobreviviente)
- Betty to the Rescue (1917) (película perdida)
- The Years of the Locust (1916) … Lorraine Roth (película sobreviviente)
- Witchcraft (1916) … Suzette (película perdida)
- Each Pearl a Tear (1916) … Diane Winston, aka Each Hour a Pearl (Estados Unidos: título alternativo), Every Pearl a Tear (película sobreviviente)
- A Gutter Magdalene (1916) … Maida Carrington (película perdida)
- For the Defense (1916) … Fidele Roget (película sobreviviente)
- Tennessee's Pardner (1916) … Tennessee (película sobreviviente)
- The Cheat (1915) … Edith Hardy (película sobreviviente)
- The Marriage of Kitty (1915) … Katherine «Kitty» Silverton (película perdida)

## Galería

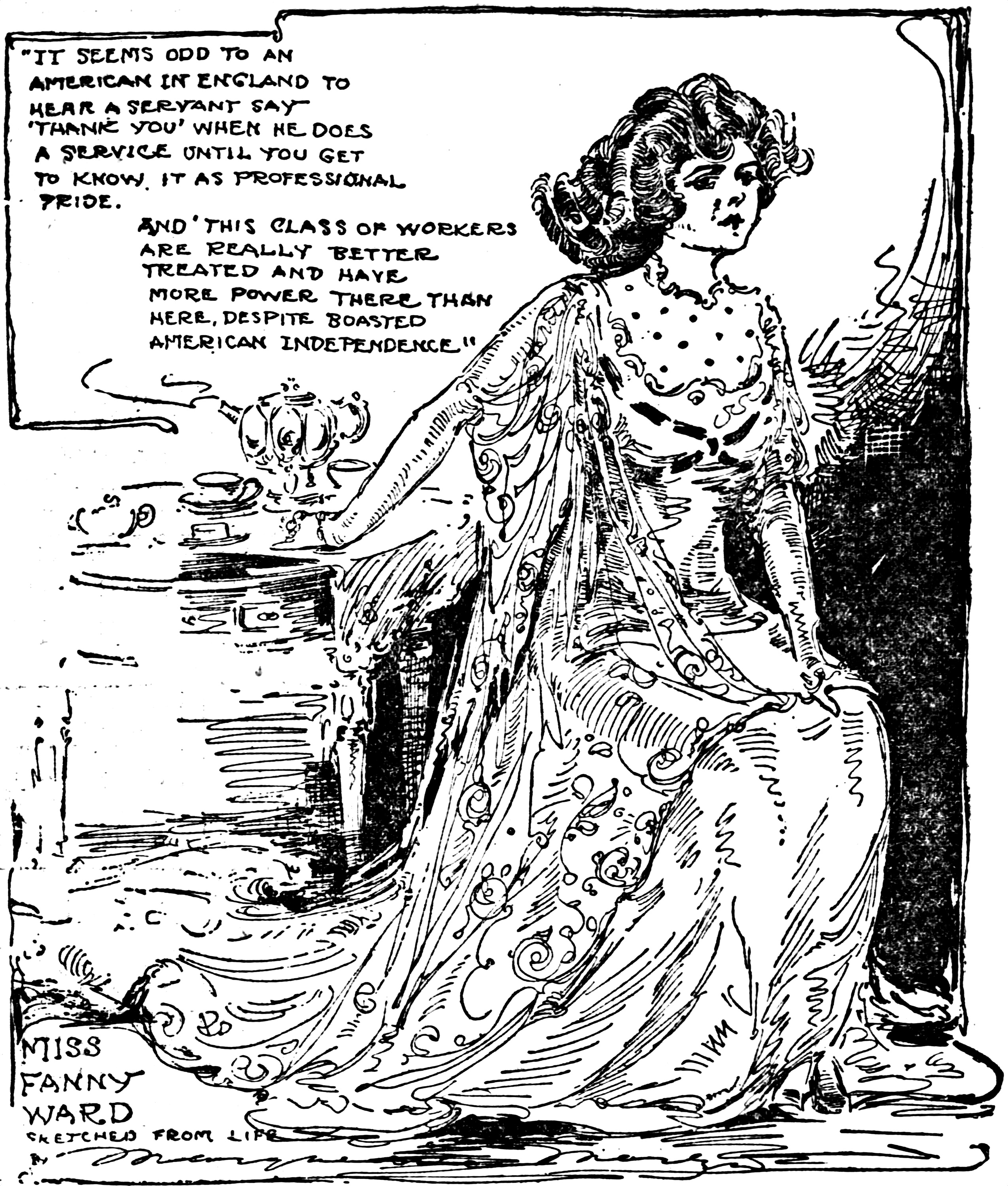
Boceto de Ward por la periodista Marguerite Martyn, 1909
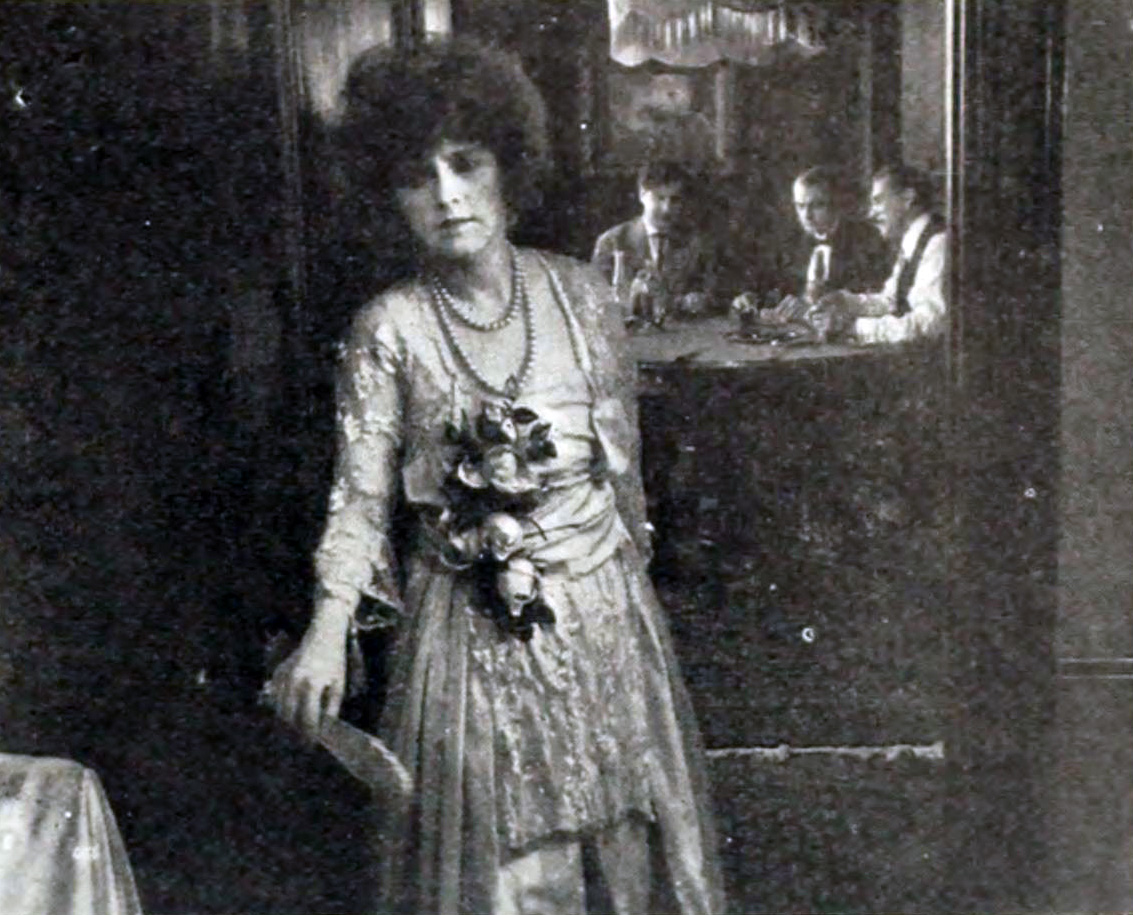
A Gutter Magdalene (1916)
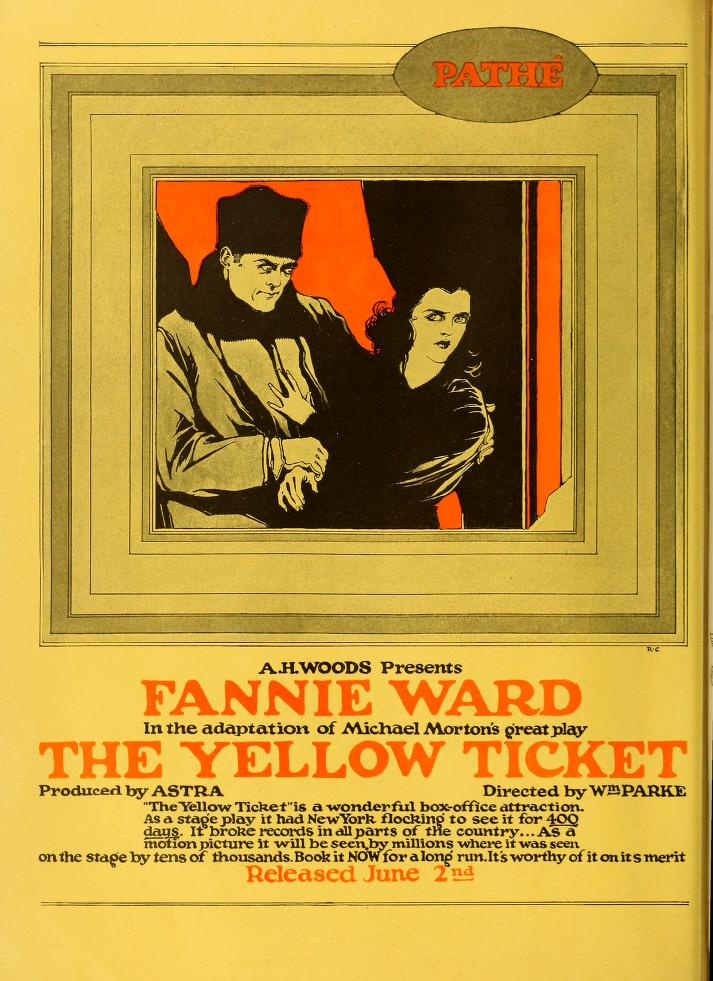
The Yellow Ticket (1918)
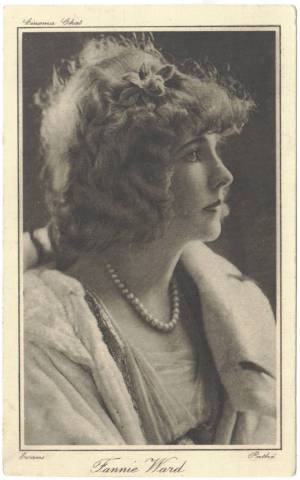
Ward, 1920
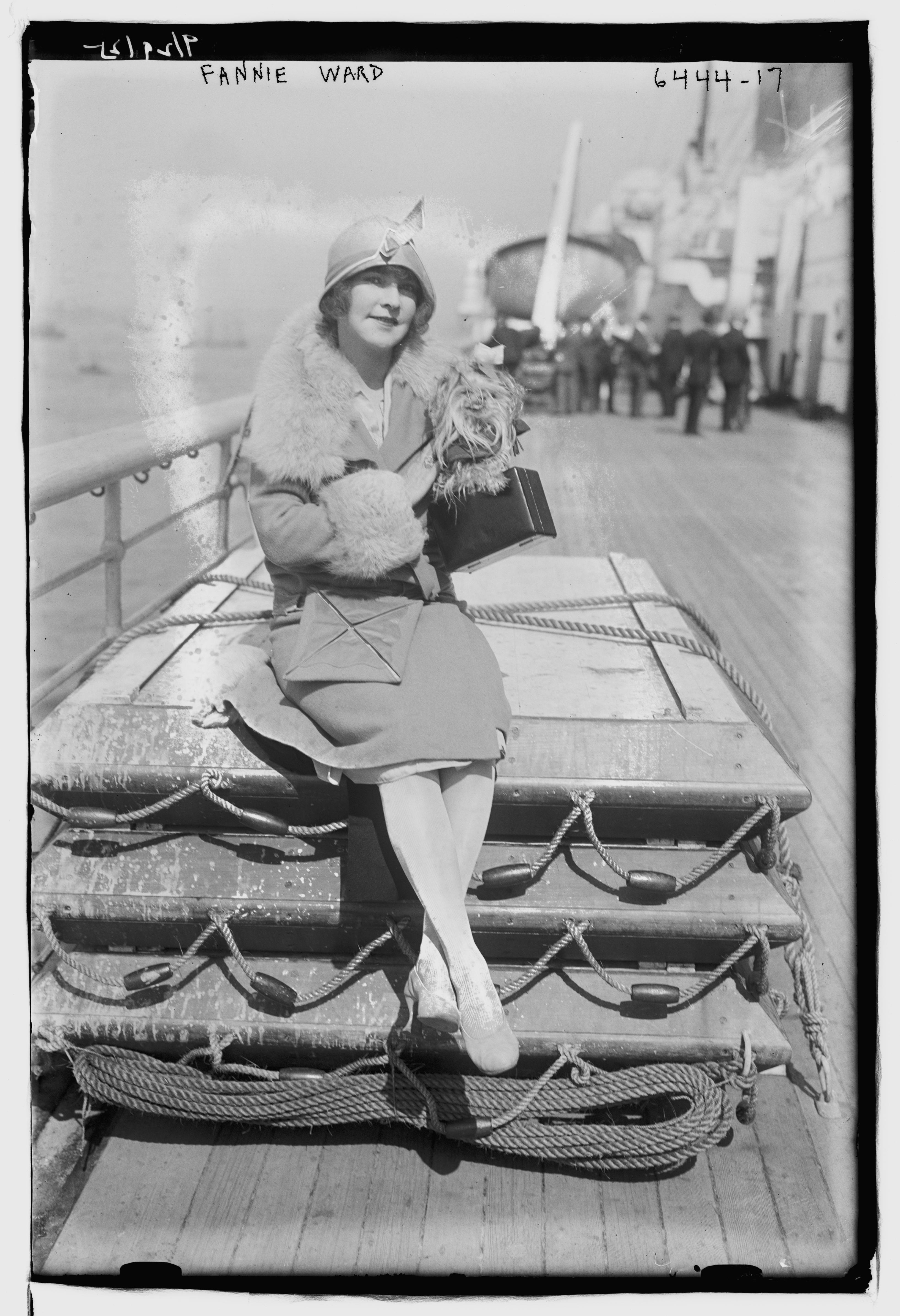
Ward, c. 1925